# Prades (Ardèche)
Pour les articles homonymes, voir Prades.
Prades est une commune française, située dans le département de l'Ardèche en région Auvergne-Rhône-Alpes.
Ses habitants sont appelés les Pradois.

## Géographie

### Localisation
Prades est un village à l'aspect essentiellement rural de la communauté de communes Ardèche des Sources et Volcans dans le sud du département et dont le bourg central, situé sur une colline, est bordé par l'Ardèche.
| Fabras                  | Lalevade-d'Ardèche | Vals-les-Bains   |
|                         | Prades             | Labégude Mercuer |
| Saint-Cirgues-de-Prades | Lentillères        | Ailhon           |

### Géologie et relief
À Prades, des mines de charbon et des sources d'eau minérale ont été exploitées. La commune est située à une altitude moyenne de 350 mètres d'altitude.

### Climat
Pour des articles plus généraux, voir Climat d'Auvergne-Rhône-Alpes et Climat de l'Ardèche.
En 2010, le climat de la commune est de type climat méditerranéen franc, selon une étude du CNRS s'appuyant sur une série de données couvrant la période 1971-2000. En 2020, Météo-France publie une typologie des climats de la France métropolitaine dans laquelle la commune est exposée à un climat de montagne ou de marges de montagne et est dans une zone de transition entre les régions climatiques « Provence, Languedoc-Roussillon » et « Sud-est du Massif Central ».
Pour la période 1971-2000, la température annuelle moyenne est de 12 °C, avec une amplitude thermique annuelle de 17,3 °C. Le cumul annuel moyen de précipitations est de 1 303 mm, avec 7,7 jours de précipitations en janvier et 4,8 jours en juillet. Pour la période 1991-2020, la température moyenne annuelle observée sur la station météorologique de Météo-France la plus proche, sur la commune de Vals-les-Bains à 5 km à vol d'oiseau, est de 13,5 °C et le cumul annuel moyen de précipitations est de 1 250,4 mm,. Pour l'avenir, les paramètres climatiques de la commune estimés pour 2050 selon différents scénarios d'émission de gaz à effet de serre sont consultables sur un site dédié publié par Météo-France en novembre 2022.

### Hydrographie
La partie septentrionale du territoire communal est longé par l'Ardèche, affluent droit du Rhône de 125,1 km de longueur, qui a donné son nom au département

## Urbanisme

### Typologie
Au 1er janvier 2024, Prades est catégorisée bourg rural, selon la nouvelle grille communale de densité à 7 niveaux définie par l'Insee en 2022.
Elle appartient à l'unité urbaine de Lalevade-d'Ardèche, une agglomération intra-départementale dont elle est ville-centre,. Par ailleurs la commune fait partie de l'aire d'attraction d'Aubenas, dont elle est une commune de la couronne,. Cette aire, qui regroupe 68 communes, est catégorisée dans les aires de 50 000 à moins de 200 000 habitants,.

### Occupation des sols
L'occupation des sols de la commune, telle qu'elle ressort de la base de données européenne d’occupation biophysique des sols Corine Land Cover (CLC), est marquée par l'importance des forêts et milieux semi-naturels (68,5 % en 2018), une proportion sensiblement équivalente à celle de 1990 (68,2 %). La répartition détaillée en 2018 est la suivante : 
forêts (63,1 %), prairies (12,1 %), zones agricoles hétérogènes (10 %), zones urbanisées (9,4 %), milieux à végétation arbustive et/ou herbacée (5,4 %).
L'évolution de l’occupation des sols de la commune et de ses infrastructures peut être observée sur les différentes représentations cartographiques du territoire : la carte de Cassini (XVIIIe siècle), la carte d'état-major (1820-1866) et les cartes ou photos aériennes de l'IGN pour la période actuelle (1950 à aujourd'hui).

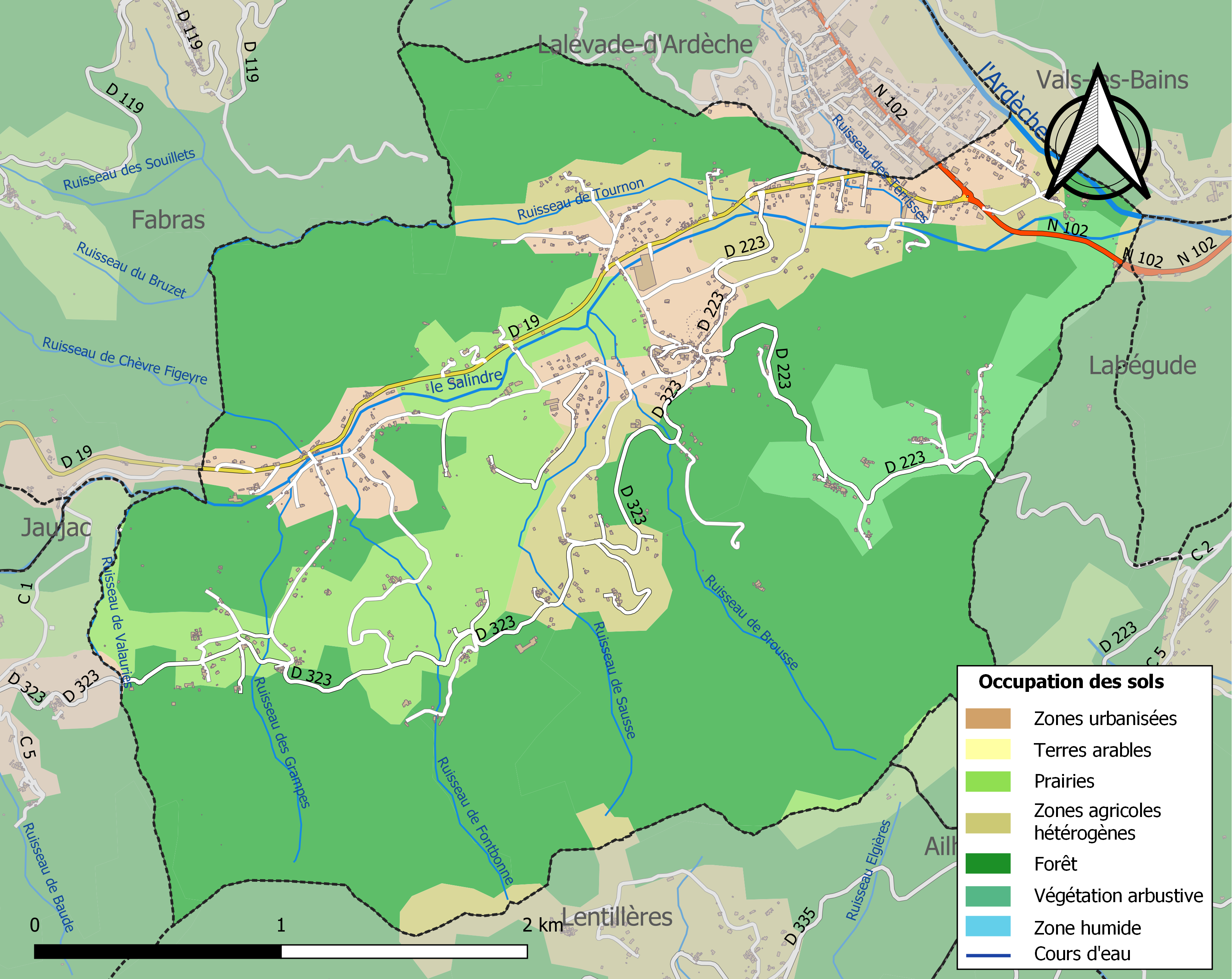
Carte des infrastructures et de l'occupation des sols de la commune en 2018 (CLC).

### Lieux-dits, hameaux et écarts
La commune de Prades comprend sur son territoire de nombreux lieux-dits ou hameaux, on peut notamment citer :
Baza, la Blache, le Blacher, Brugeon, Couli, Champgontier, Chassargues, les Coufours, Courte-Serre, le Courtiol, Fabrias, le Fau, les Fiagoux, le Fulachier, le Gacher, l'Hoste du Fau, Montréal, Montséveny, le Nogier, Peyreplane, les Plots, le Pont-de-Prades, Rivier, Salibage, Salyndre, Sausse, le Vernet, les Mazes, le Bois de Prades et la Roche.

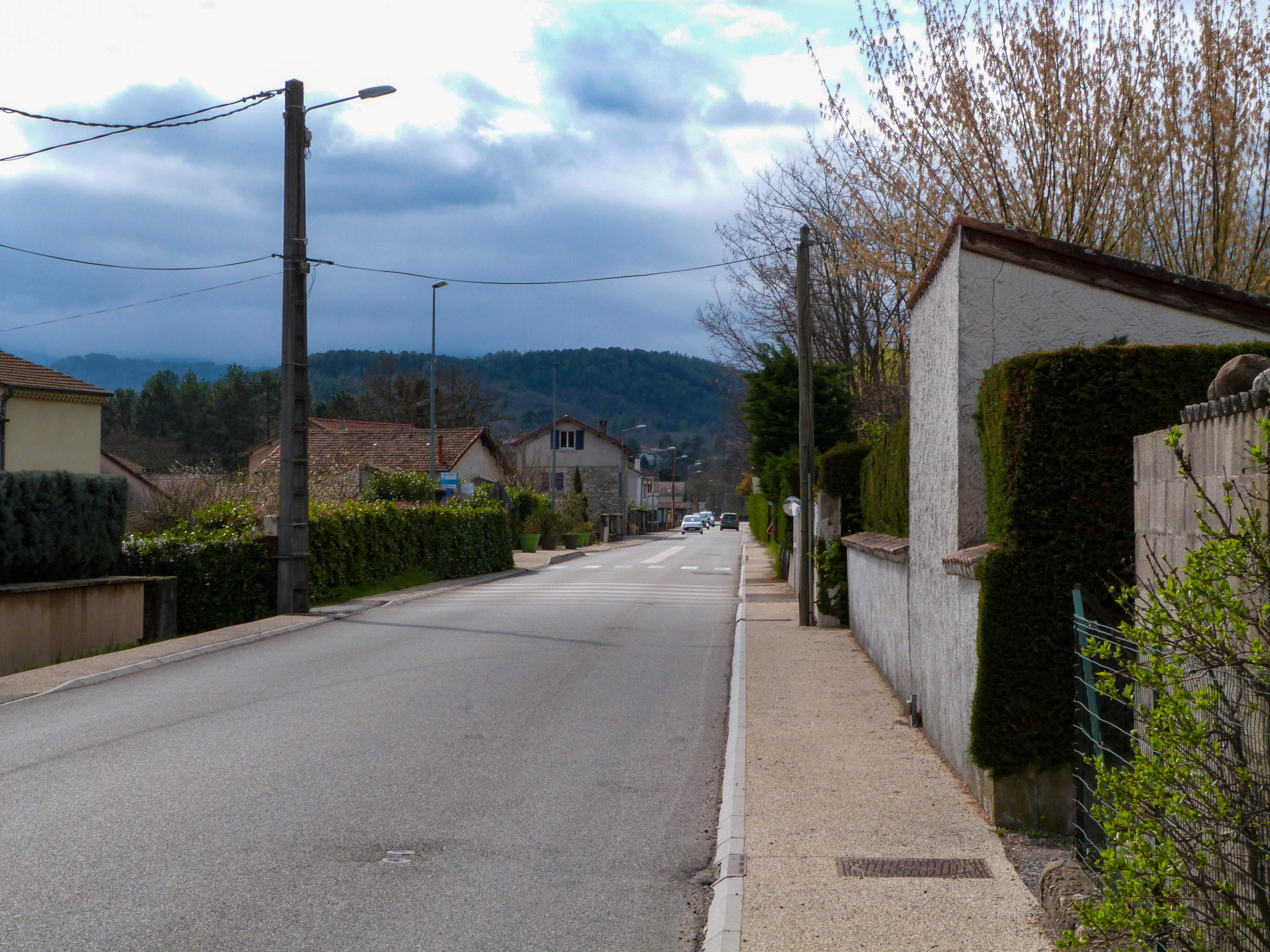
La départementale 19, en direction de Jaujac. Ligne droite de Fabrias, puis des Plots.

### Voies de communication et transports
Le territoire communal est traversé par la départementale 19, le reliant a la commune de Jaujac. La partie nord-est, à hauteur de Lalevade-d'Ardèche, traversée par la Route Nationale 102 reliant Le Puy-en-Velay a Montélimar.

### Risques majeurs
Le secteur de l'Hoste du Fau est partiellement couvert par un PPRI en raison des crues de l'Ardèche qui ont fait deux morts à 300 m en amont dans le village de Lalevade en 1992 ; ce secteur en aval de la RN 102 est également soumis à des remontées de nappe phréatique et ruissellement.

## Politique et administration

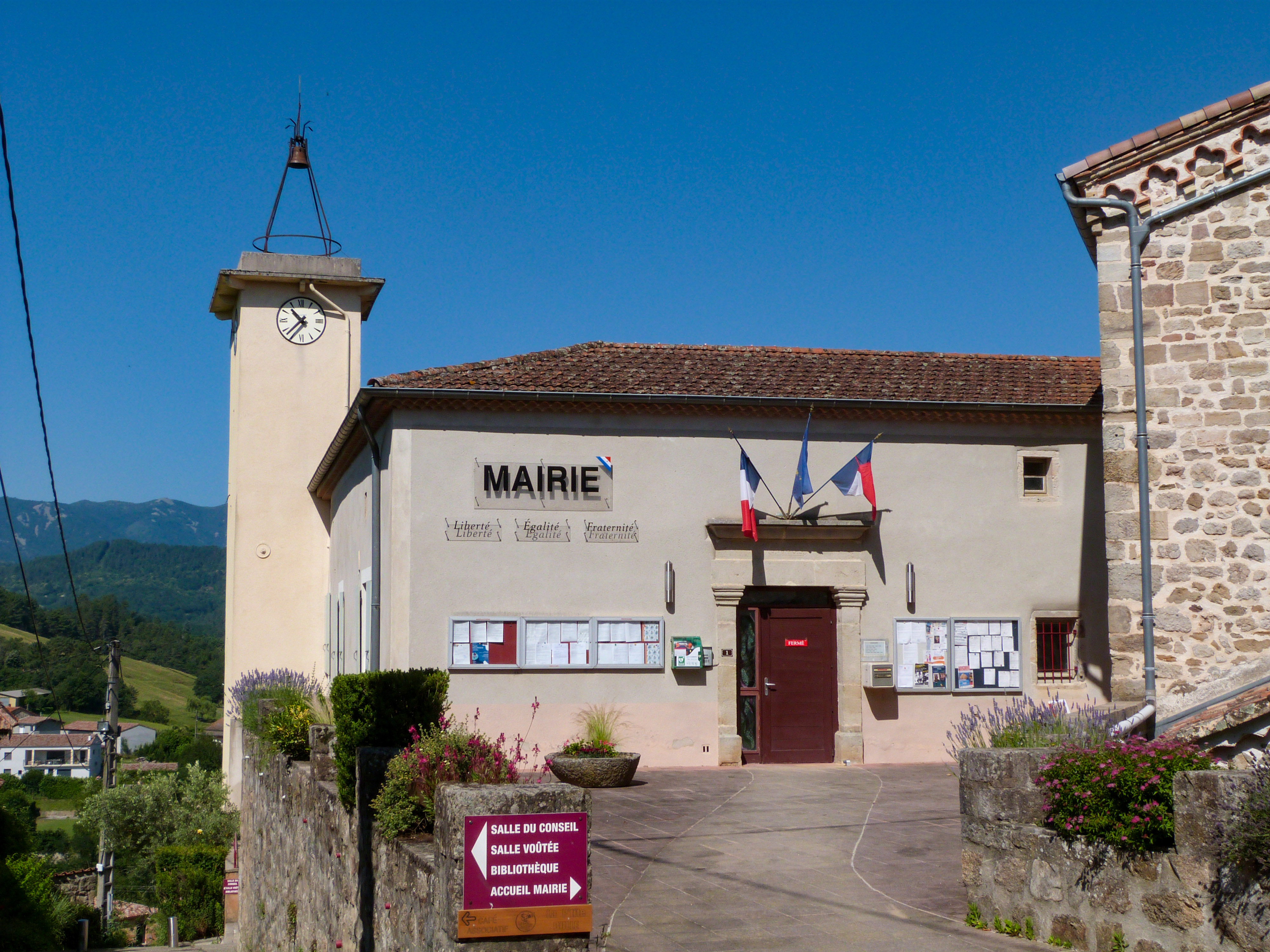
Mairie du village en juin 2023.

### Liste des maires
| Période                                  | Période                   | Identité         | Étiquette | Qualité                          |
| ---------------------------------------- | ------------------------- | ---------------- | --------- | -------------------------------- |
| Les données manquantes sont à compléter. |                           |                  |           |                                  |
| mars 2001                                | mars 2008                 | Roland Valette   |           |                                  |
| mars 2008                                | En cours (au 6 août 2020) | Jérôme Dalverny, | PS        | Employé Conseiller départemental |

## Population et société

### Démographie

#### Évolution démographique
L'évolution du nombre d'habitants est connue à travers les recensements de la population effectués dans la commune depuis 1793. Pour les communes de moins de 10 000 habitants, une enquête de recensement portant sur toute la population est réalisée tous les cinq ans, les populations de référence des années intermédiaires étant quant à elles estimées par interpolation ou extrapolation. Pour la commune, le premier recensement exhaustif entrant dans le cadre du nouveau dispositif a été réalisé en 2008.

En 2022, la commune comptait 1 184 habitants, en évolution de −4,59 % par rapport à 2016 (Ardèche : +2,48 %, France hors Mayotte : +2,11 %).
| 1793 | 1800 | 1806 | 1821 | 1831 | 1836  | 1841  | 1846  | 1851  |
| ---- | ---- | ---- | ---- | ---- | ----- | ----- | ----- | ----- |
| 710  | 606  | 745  | 639  | 982  | 1 040 | 1 072 | 1 092 | 1 077 |

| 1856  | 1861  | 1866  | 1872  | 1876  | 1881  | 1886  | 1891  | 1896  |
| ----- | ----- | ----- | ----- | ----- | ----- | ----- | ----- | ----- |
| 1 067 | 1 076 | 1 067 | 1 092 | 1 140 | 1 079 | 1 150 | 1 200 | 1 200 |

| 1901  | 1906  | 1911  | 1921  | 1926  | 1931 | 1936 | 1946 | 1954 |
| ----- | ----- | ----- | ----- | ----- | ---- | ---- | ---- | ---- |
| 1 276 | 1 241 | 1 179 | 1 073 | 1 014 | 883  | 846  | 773  | 739  |

| 1962 | 1968 | 1975 | 1982 | 1990 | 1999 | 2006  | 2008  | 2013  |
| ---- | ---- | ---- | ---- | ---- | ---- | ----- | ----- | ----- |
| 686  | 697  | 770  | 781  | 869  | 887  | 1 074 | 1 128 | 1 224 |

| 2018  | 2022  | - | - | - | - | - | - | - |
| ----- | ----- | - | - | - | - | - | - | - |
| 1 185 | 1 184 | - | - | - | - | - | - | - |

#### Pyramide des âges
En 2021, le taux de personnes d'un âge inférieur à 30 ans s'élève à 27,4 %, soit en dessous de la moyenne départementale (29,7 %). De même, le taux de personnes d'âge supérieur à 60 ans est de 31,1 % la même année, alors qu'il est de 32,8 % au niveau départemental.
En 2021, la commune comptait 582 hommes pour 592 femmes, soit un taux de 50,43 % de femmes, légèrement inférieur au taux départemental (51,22 %).
Les pyramides des âges de la commune et du département s'établissent comme suit :
| Hommes | Classe d’âge | Femmes |
| ------ | ------------ | ------ |
| 0,5    | 90 ou +      | 1,3    |
| 9,2    | 75-89 ans    | 11,3   |
| 19,6   | 60-74 ans    | 20,2   |
| 27,2   | 45-59 ans    | 22,9   |
| 16,3   | 30-44 ans    | 16,7   |
| 13,6   | 15-29 ans    | 12,7   |
| 13,6   | 0-14 ans     | 15,0   |

| Hommes | Classe d’âge | Femmes |
| ------ | ------------ | ------ |
| 1      | 90 ou +      | 2,5    |
| 9      | 75-89 ans    | 11,4   |
| 20,8   | 60-74 ans    | 21,1   |
| 21,2   | 45-59 ans    | 20,3   |
| 16,9   | 30-44 ans    | 16,5   |
| 14,2   | 15-29 ans    | 12,6   |
| 17     | 0-14 ans     | 15,6   |

### Enseignement
La commune est rattachée à l'académie de Grenoble.

### Médias
La commune est située dans la zone de distribution de deux organes de la presse écrite :
- L'Hebdo de l'Ardèche

Il s'agit d'un journal hebdomadaire français basé à Valence et diffusé à Privas depuis 1999. Il couvre l'actualité de tout le département de l'Ardèche.
- Le Dauphiné libéré

Il s'agit d'un journal quotidien de la presse écrite française régionale distribué dans la plupart des départements de l'ancienne région Rhône-Alpes, notamment l'Ardèche. La commune est située dans la zone d'édition d'Aubenas de Privas et de la vallée du Rhône.

### Cultes
La communauté catholique et l'église paroissiale (propriété de la commune) sont rattachées à la paroisse « Sainte Marie Rivier en Val d’Ardèche », elle-même rattachée au diocèse de Viviers.

## Économie

### Grandes entreprises
- Joseph Vernède - Moulinage de la soie naturelle en sous-traitance: moulinage de la soie à façon ou par système à filament continu[17].
- Pontier - Produits régionaux et de jardinerie[18] sous l'enseigne France Rurale[19].
- Valette - Terrassements, travaux publics, génie civil, adduction d'eau, assainissement, dragage et canalisations[20].
- Vernet - Source d'eau minérale et production d'eaux aromatisées[21].

## Culture et patrimoine

### Patrimoine architectural
- Le château de Montseveny est classé monument historique depuis 2001[22],[23],[24].
- L'ancienne mine de Champgontier est inscrite comme monument historique la même année[25],[26],[27],[28],[29],[30].
- Église Saint-Vincent de Prades.
- Chapelle Notre-Dame des Douleurs de Prades.
- Le calvaire des Champs et l'église de la Croix glorieuse, aménagés par les Basiliens à partir de 1858, lieu de pèlerinage tous les 14 septembre (jour de la consécration de l'église) depuis 1865[31].

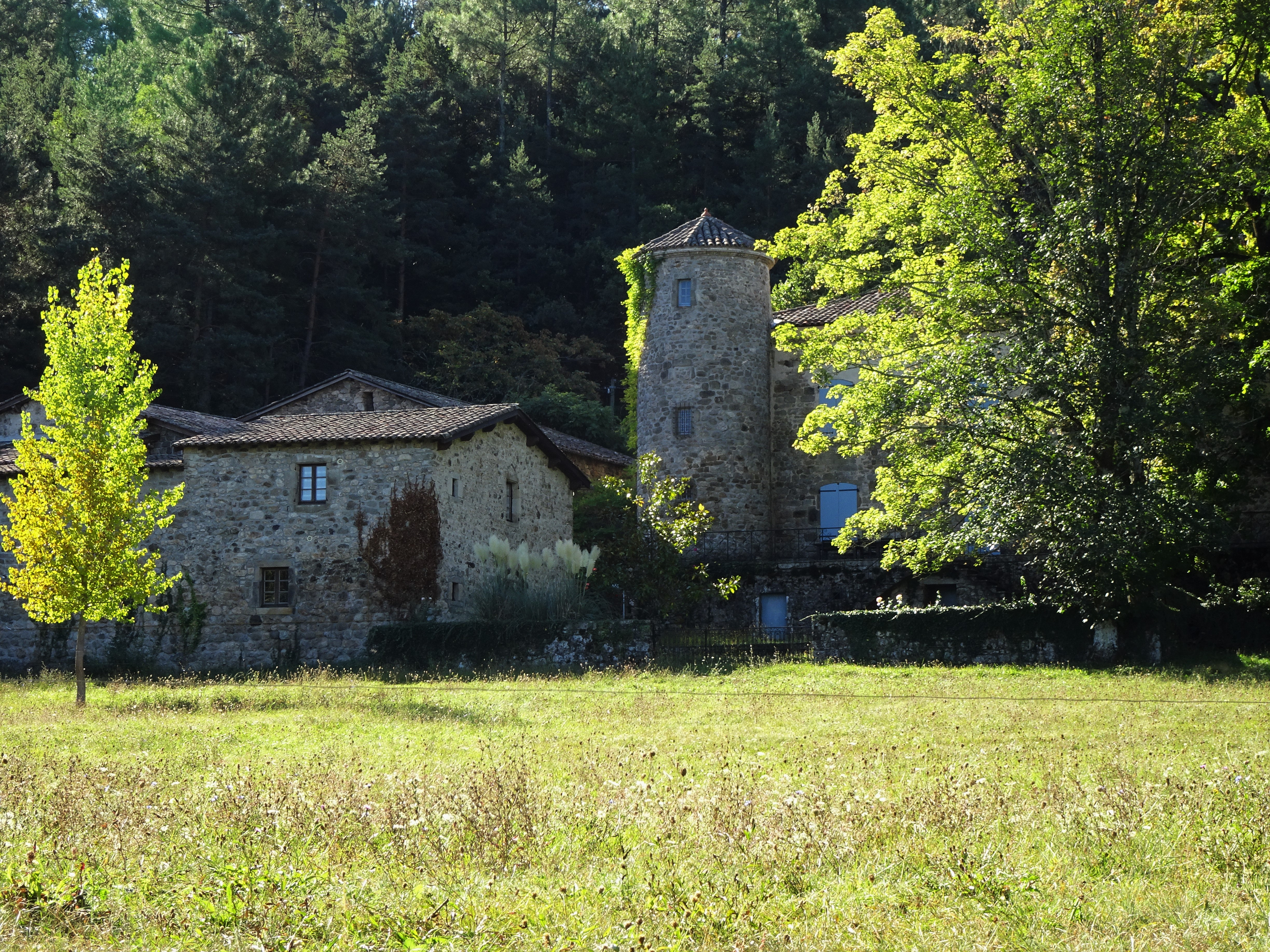
Château de Montseveny.
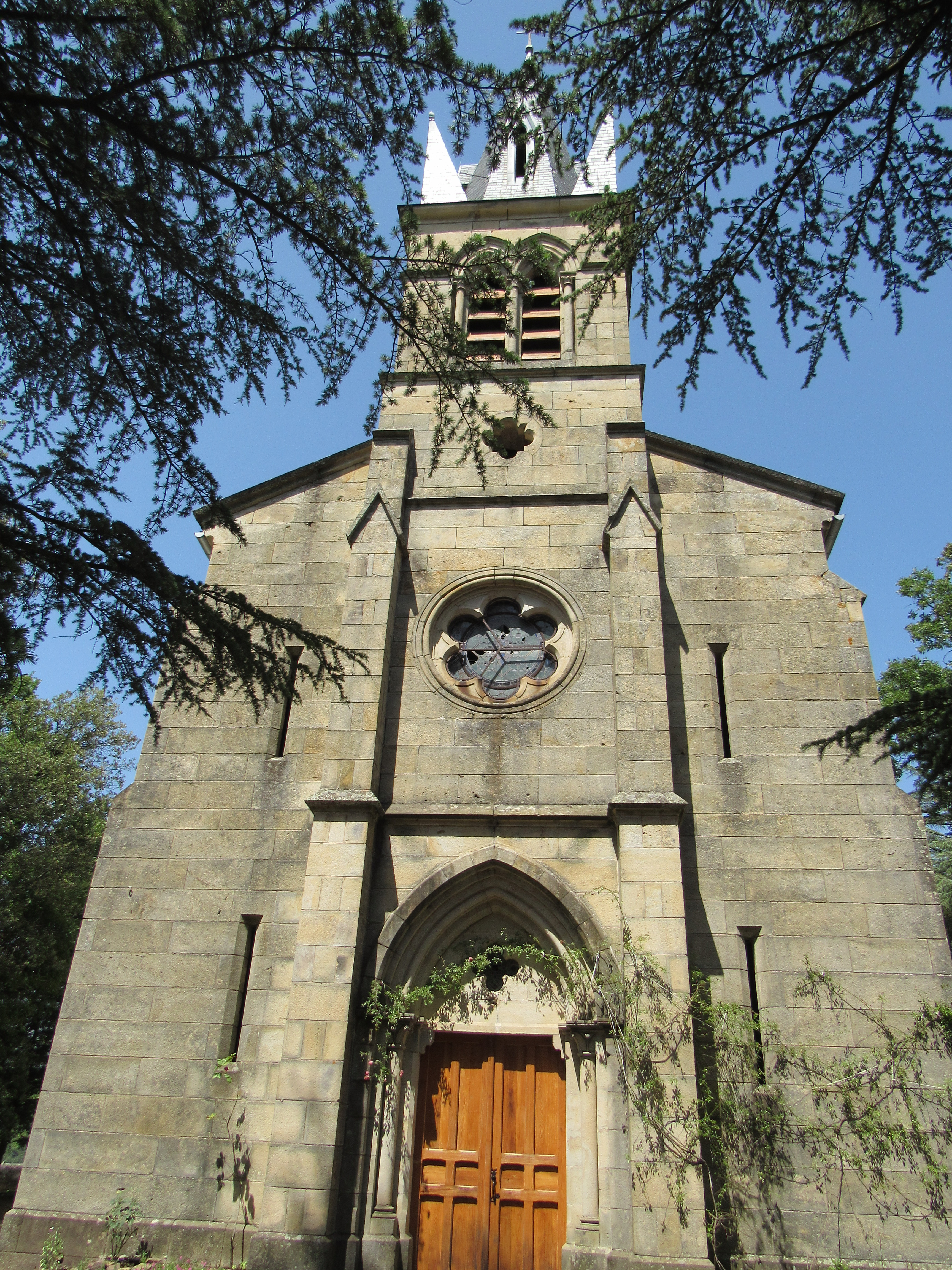
Chapelle Sainte-Croix, calvaire de Prades.
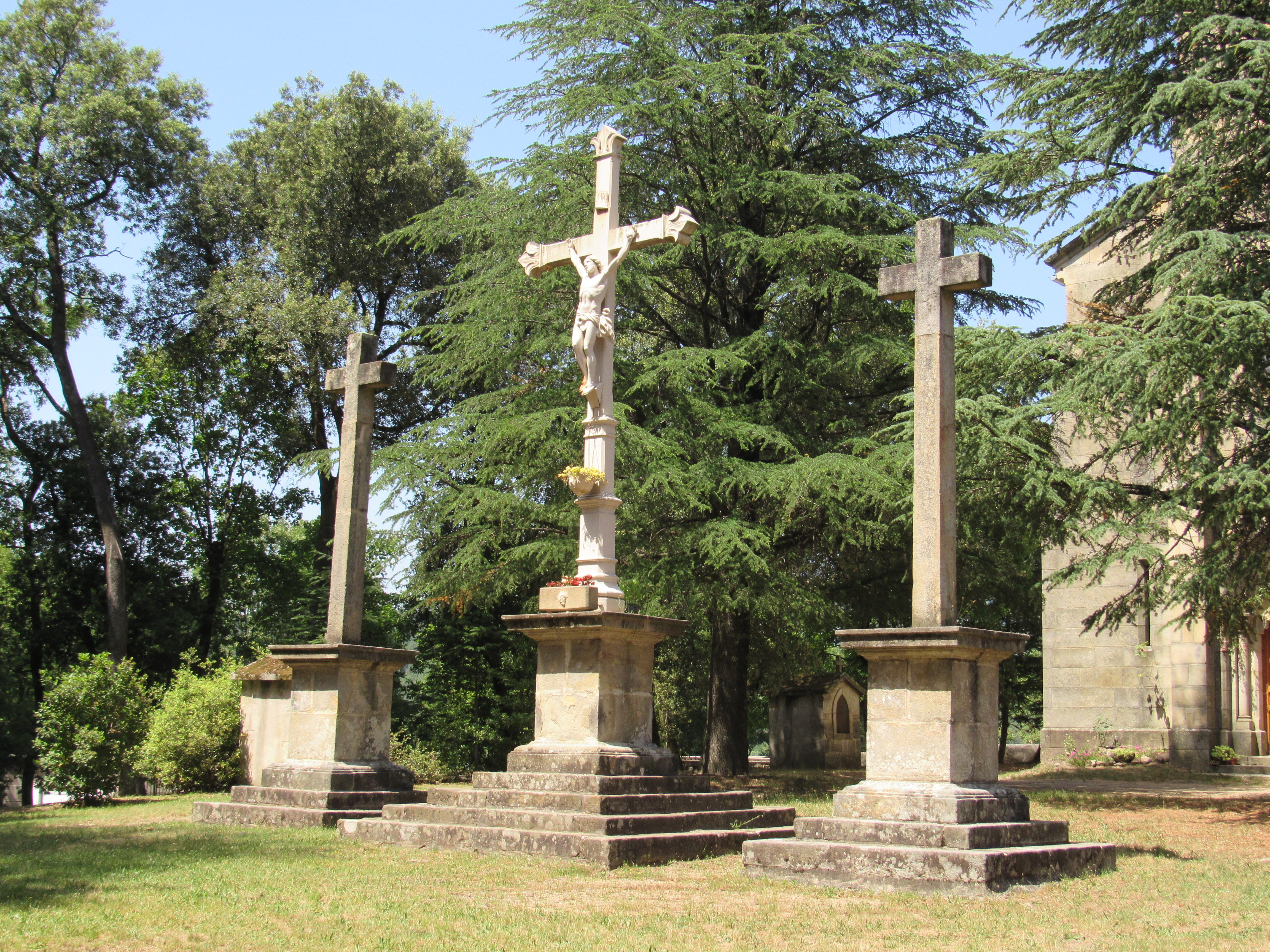
Calvaire de Prades.
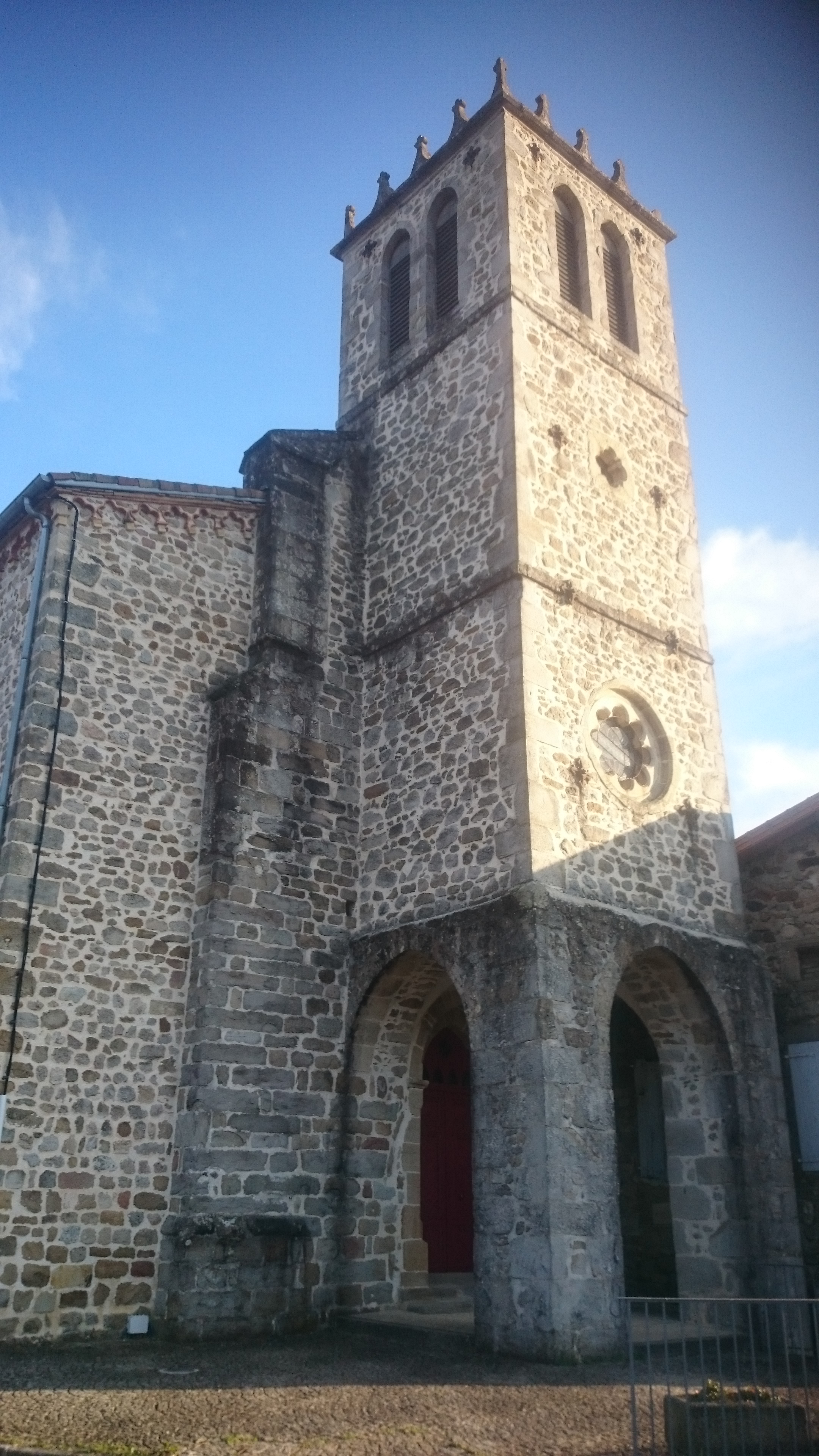
Clocher de l'église Saint-Vincent.
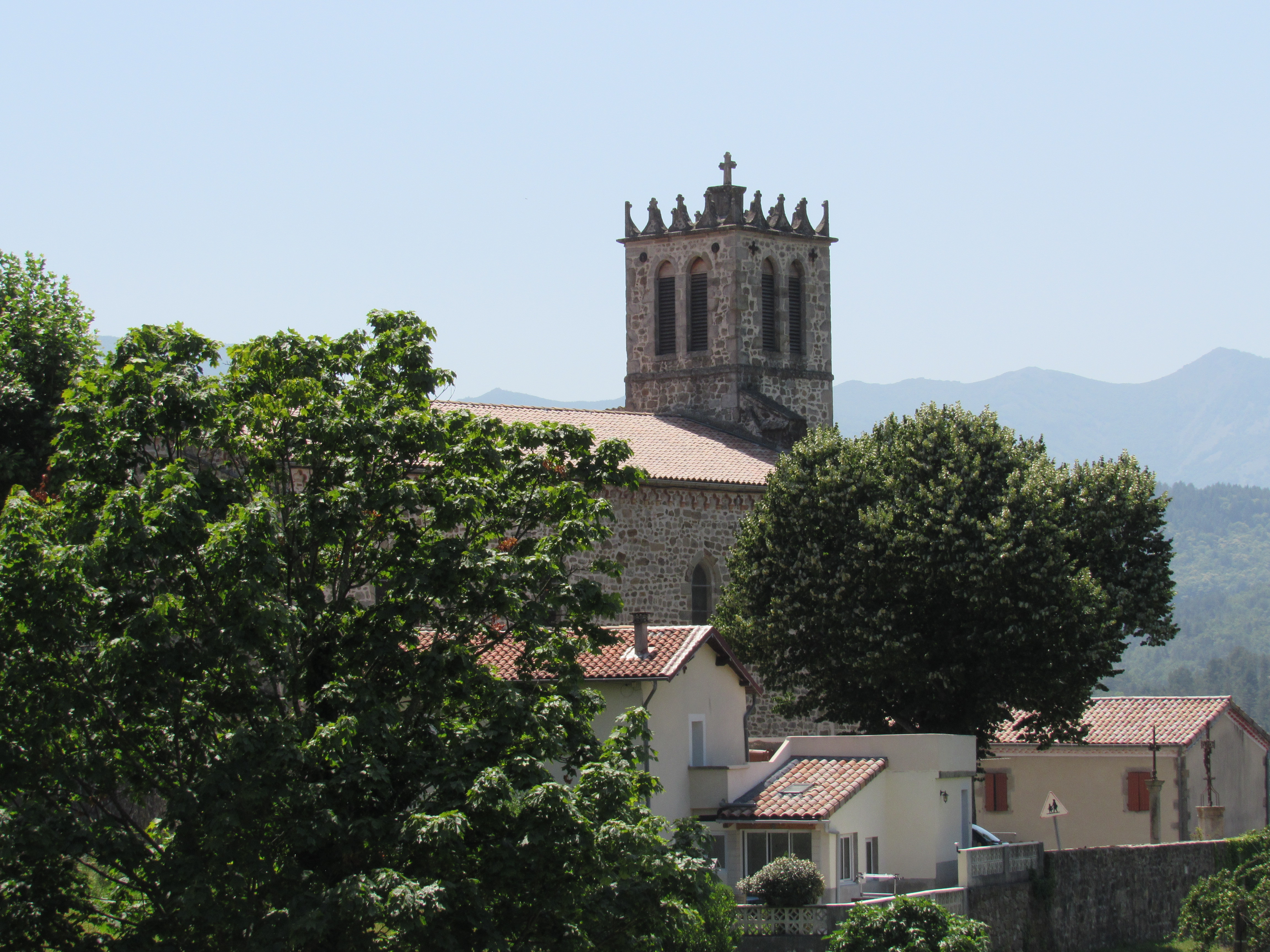
Église Saint-Vincent.
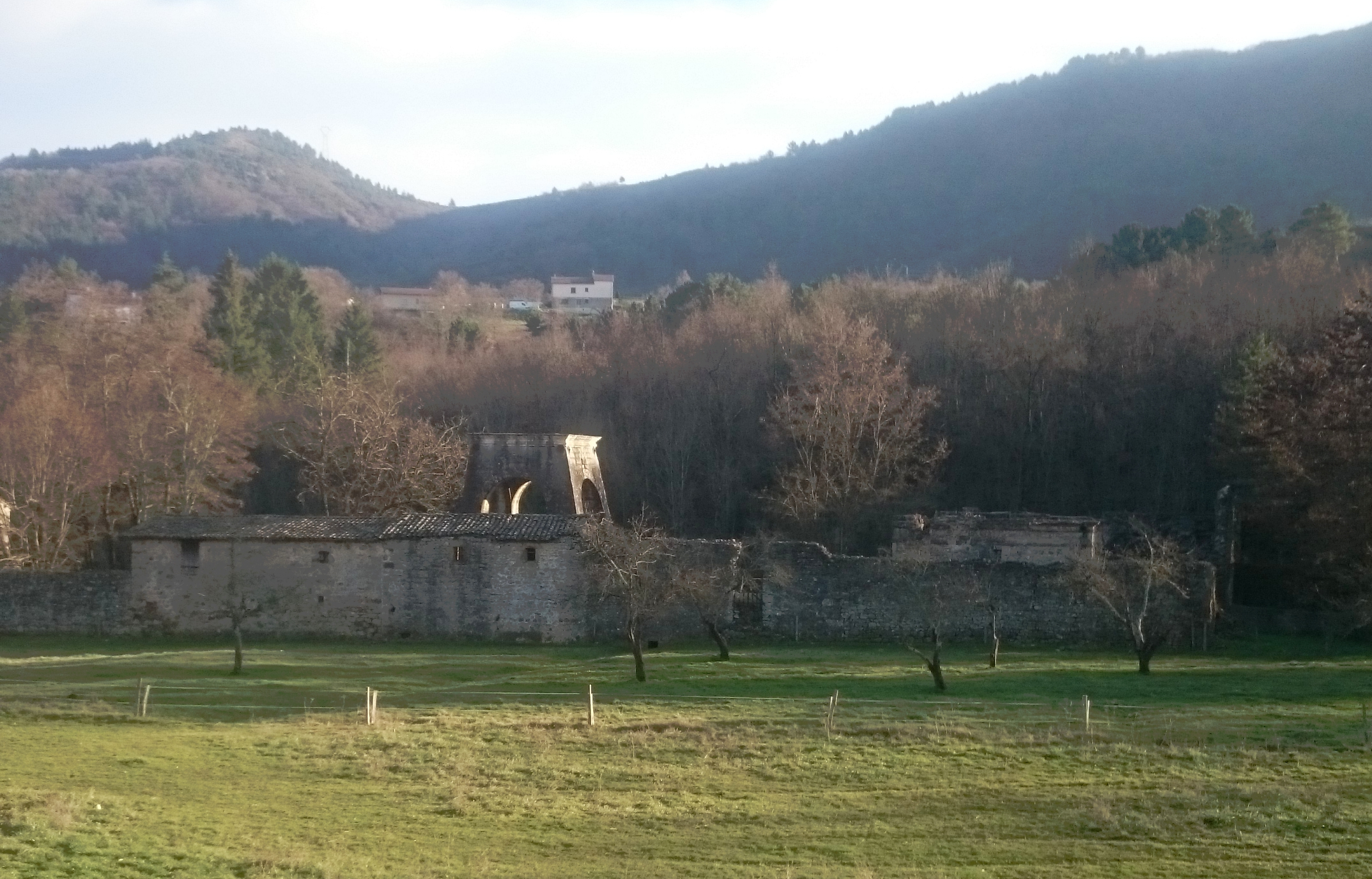
Mine de Champgontier vue depuis la route.

### Patrimoine culturel

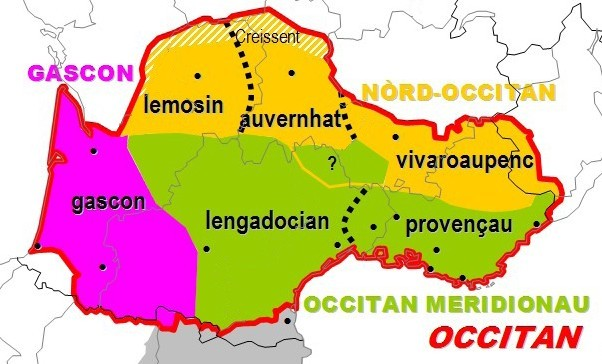
Zone du vivaro-alpin (Pierre Bec).

Linguistiquement et historiquement, le territoire de Prades est situé dans la zone linguistique du Vivaro-alpin, variété du nord-occitan qui est utilisé dans la majeure partie de l'Ardèche, dans les Alpes du Sud en France et dans les vallées orientales du Piémont, en Italie.

### Personnalités liées à la commune
- Émile Prémillieu (1936-2013), instituteur, collaborateur de Pierre Fournier pour La Gueule ouverte.
- Abbé Grimaud (1832-1910) fondateur puis directeur d une institution pour enfants sourds muets à Montfavet (commune d'Avignon),

### Héraldique
|  | Prades (Ardèche) possède des armoiries dont l'origine et le blasonnement exact ne sont pas disponibles. |